# Oxylamia biplagiata
Oxylamia biplagiata là một loài bọ cánh cứng trong họ Cerambycidae.